# 宋慧容
宋慧容（1976年11月27日—），上海人，中国国家一级摄影师，3D摄影指导。自1999年开始从事电视、电影的摄影工作。
2010年電影《阿凡达》上映后，宋慧容投身3D摄影行業，在一個3D电视节目摄制组中担任摄影指导。

## 生平
当时的中国的影视行业还处于早期标清年代。出于对影视的执着热爱，多年来他坚持着“精品至上”的工作原则，对于自己所参与拍摄的作品谨慎有加，“有内涵、有价值、有深度”是他挑选作品的基本前提。
也正因为在选片阶段的坚持，才令他参与拍摄的影视作品保持着一贯的高水准，也造就了他在数年间就积累了丰富的航拍和水下拍摄等特殊环境的拍摄经历，形成了独具特色的拍摄风格。
在钻研摄影专业的同时，他也对自己不断进行着美学、哲学、光影艺术层面的培养，以求在本质上提升自己的摄影技艺。因此对于构图和光影的运用常常会有画龙点睛般独到的见解。
在导师的指导与自身不断的历练下，他在拍摄中始终“求新颖，求独特”，被业内人士视作影视拍摄界的新锐“代表”。
2010年，当一部真正意义上的3D电影《阿凡达》轰动世界，并在国内掀起一股3D热潮时，宋慧容凭借敏锐的职业触觉和对行业未来趋势的准确预判，率先投身3D摄影，在全国首个3D电视节目摄制组中担任摄影指导，并成功制作出国内水准最高的3D风光、体育类节目。
如今，当国内众多制作团体开始摸索、试水3D的时候，他已经凭借丰富的3D拍摄经验，成为了行业内稀缺的资深3D摄影指导。
在他的作品中，常常会以匠心独具的画面，为剧本赋予更多的内涵和个性。给观众留下“画面会说话”的直观感受。“推、拉、摇、移、晃”等摄影摄像领域内最基础的技术，在他的手中却从不滥用。“只以最精炼的构图表达最丰富的镜头语言、只以最恰当的拍摄手法表现最适合的场景”是他在拍摄中始终苛求的境界。这一点，在他所参与的电影、电视、广告、大众媒介的大量影像中都能见证。

## 代表作品
宋慧容参与摄制了诸多影视作品，其中有电影《喜临门》、《剑雨江湖》、《武侠》、《十月围城》等；广告《大老板床垫》、《正广和乌梅汁》、《颐高数码广场》、《茂昌眼镜》等。
形象片《上海》、《海南》、《嘉定》、《新加坡》、北京奥运形象片《飞扬的五环》等；电视剧《下一次恋爱》、《勇者无惧》等；风景片《朱家角》、《西塘》、《江西》、《九寨沟》、《同里》、《扬州》、《婺源》等。
3D外国风景片《菲律宾》、《肯尼亚》、《韩国》、《泰国》、《越南》、《柬埔寨》、《塞班岛》等；典礼《上海国际电影节》、《上海世博会》、《北京国际电影节》、《上海国际汽车展览会》、《2012韩国丽水世博会》、《北京国际汽车展览会》、《广州国际汽车展览会》等。
专题片《万科花园》、《泰金宝》、《泾南中学》、《煤海明珠》、《平安之路》、《3D看龙门》等；栏目《身边的科学》、《健康之友》、《收藏》、《前沿地带》、《东方电影报道》、《3D星娱乐》、《3D车生活》等。
大型国家非物质文化遗产记录片《嘉定竹刻》、《昆曲》、《京剧》、《越剧》等；话剧《八美千娇》、《捕鼠器》、《浮士德》、《杏花雨》、《鹿鼎记》、《华尔街》、《梅兰芳》、《杜拉拉升职记》、《资本论》等。